# ベストヒットUSA
『ベストヒットUSA』は、日本のテレビおよびラジオの音楽番組。アメリカ合衆国のラジオ&レコーズおよびビルボードのデータを元にした独自のヒットチャートを紹介している。この項目では主にテレビ版について記述し、ラジオ版は末尾の節に後述する。
1981年から1989年にテレビ朝日ほかで放送されたのち、1993年のラジオでの再開、CS局などでの別タイトルでの事実上のテレビ版再開などを経て、2003年にBS朝日ほかでテレビ版の放送を再開した。司会（VJ）は第1回から一貫して小林克也が務めている。

## 概要
1981年4月、テレビ朝日系・ブリヂストンの一社提供番組『Bridgestone Sound Highway ベストヒットUSA』（ブリヂストン・サウンド・ハイウェイ ベストヒットUSA）の番組名でスタート。アメリカで人気を集めるポップスやロックにスポットライトをあて、最新のヒットチャート、注目の楽曲の紹介をプロモーションビデオを交えて放送し、深夜の時間帯にもかかわらず人気を博した。
当時テレビではなかなか触れることの出来なかった洋楽ロックの魅力を豊富なメニューで紹介し'80年代の洋楽人気を牽引、これを切っ掛けにロック・ファンになったり、洋楽アーティストへの興味が深まった人も多い。
司会者・小林克也は「準備段階では参考になる番組はアメリカにもなかった。まだ音楽を宣伝するためのミュージック・ビデオが少なくて、ライブ映像なんかを使って工夫しました。いわば自信も前例もない新番組。3ヶ月か6ヶ月で終わるだろうなと思っていました。だが、これが時代の流れにうまく乗ったんです。アメリカの音楽専門番組MTVがほぼ同時期に開局して、徐々に音楽の宣伝に映像を使うことが流行し始めました。番組のチャートに新しく入った作品が毎週放送日の翌日に3～5倍くらい売れるようになったんです。私もスタッフも少し尖った若者も新しいものを追い求めていたんだと思います。『最新の映像を見ることができる』と受けたんでしょう。『あの番組だけはチェックしていた』という人が多かったらしい。ビデオがようやく普及し始めた時期だから、みな同時に見ている。翌朝『あの曲、良かったね』って盛り上がる。まだ、洋楽そのものの情報が少なかったので、みんな同じ方向を向いていた時代だったんですね。僕は元ラジオ少年、岩国の極東放送を必死で聴いて英語の発音を覚えました。アメリカ本土ではジャンルごとに局が違うんですが、基地向けの放送は全部一緒。プレスリーにカントリー、ハワイアンもかかる。ラジオは宝箱でした。その経験が番組の進行に大いに生きたと思います」「'80年代も僕から見るとつまらない音楽もありました。でも『ベストヒットUSA』はみんな紹介してきた。だから間口が広がって、いろんな人たち、'80年代に青春を過ごした人たちには相当インパクトがあったと思います」などと述べている。
この番組が始まるまでは、日本で"海外アーティストが動く姿（映像）"を目にするのは、NHKの『ヤング・ミュージック・ショー』か、今野雄二が出演した水曜日の『11PM』（日本テレビ/読売テレビ）で、断片的に見られる程度であった。結果的に80年代は日本の歴史上いちばん洋楽がお茶の間に侵食した時代となったが、その最大の洋楽VC番組が『ベストヒットUSA』であった。『ベストヒットUSA』は日本のミュージシャンやクリエーターに多大な影響を与えた。
8年間の放送の間に、スタジオセットは数回変更されたが、タイトルロゴのネオンサイン、柱に取り付けられた「ON AIR」ランプ、年号の入ったボードの3つは、終始変わることなく配置された。のちのBS朝日版のスタジオセットにも、これらは受け継がれている。

## 沿革

### 番組開始までの経緯
番組の歴史は1980年秋、ブリヂストンから「（主力商品である自動車用タイヤの購入層において）10代から20代をターゲットにした洋楽番組を作りたい」との提案が博報堂に持ち込まれたことに始まる。博報堂の下谷一博（元博報堂プロデューサー）らを中心に企画が進められた。下谷は当時、テレビ・ラジオの企画の他、ハリソン・フォードやシャロン・ストーンなど外国人タレントを起用したCMの契約や交渉、クインシー・ジョーンズやスティーヴィー・ワンダーなどのコンサートを手掛けていた。自分たちで立てた企画でスポンサーを説得してテレビ局に持ち込むという仕事の一つが当番組であった。
折しも博報堂では、従来とは異なる番組を開発する部門が立ち上がったばかりであった。この部門が「1980年代には、日本の家庭で1世帯につき2台のビデオデッキを保有することや、テレビ番組をビデオデッキで録画してから個別に視聴することが当たり前になる」と予測したことを踏まえて、部屋ごとに置かれたテレビでの録画を含めた視聴を想定したうえで、ブリヂストンからの提案に応じた。
パーソナリティは小林克也しかいないと最初から決められていた。音楽的知識も豊富で声もいい、通訳なしでインタビューができるし、特定のジャンルではなく幅広く音楽を語れる、適任という意見で一致した。当時ラジオで『スネークマンショー』をはじめ多くのレギュラー番組を持っていたDJ・小林は、実験的新番組にはうってつけの人選ではあった。ところが小林はラジオの仕事が忙しく、たまに頼まれて出て観ていたテレビの長い仕事の進め方も好きではなく、テレビ出演には乗り気でなかった。またニューアルバムを本気で売りたいと来日してくる海外アーティストに、曲作りの苦労など、言いたいことをしっかりと聞いてあげられる英語力が自分にあるのか不安だったという。しかし準備がどんどん進み、断りきれなくなり、まぁ半年ぐらいならいいかと引き受け、ライフワークのようになってしまった。軽妙洒脱なトークと洋楽トリビアは今なお健在である。
番組の基本コンセプトを作ったのはディレクターの津島秀明であるが、小林も多くの意見を出した。深夜時間帯のための番組試作品企画が進められた。単にビデオクリップを並べるだけではつまらないので、チャートのカウントダウンやライブ映像を取り入れることが決まった。本来はアメリカのウルフマン・ジャックが司会を務めていた「Midnight Special」という番組の素材をベースに制作する予定であったが、本国でこの番組が終了してしまったため、独自制作の必要が生じた。
試作の間に、企画制作の担当者が博報堂から東北新社へ移行。「（制作陣の）好きなことができる」という単独提供方式が採られたため、ブリヂストンは通常より長い1分間のCMを当番組向けに出稿した。

### 番組開始
企画はMTVよりも早く、番組開始も1981年4月で、MTVの開局より4ヶ月早い。開始当初は、アメリカのアーティストでも誰もがビデオクリップを作っていたわけではなく、日本のテレビ局では23時台に放送する番組作りに総じて力を入れていなかった。
前例のない番組でスタートは「ワケわからない状態」。それまでの日本人の洋楽の聴き方は独特で、「ミュージック・マガジン」のような雑誌を読むインテリ層と「ミュージック・ライフ」などを読むミーハー層のどちらかのような狭い層に分かれていて、そこへ『ベストヒットUSA』がビデオクリップといういきなり映像でアーティストがわかるという新しいメディアを持ち込んだため、一気に一般の層にまで洋楽を浸透させることになった。小林は「スタート直後は、ラジオみたいなことをテレビでやってどうすンだ」などと周囲から言われ、当の小林自身も「どうせ3か月か、半年くらいで終わるんだろう」と思っていたという。音楽の受け手の好みは様々だから、3か月か、良くても6か月で終わるんじゃないかと思っていたという。番組開始から半年後、小林がテレビ朝日のディレクターの結婚式へ招かれたところ、同席していた社長（当時）の高野信から「小林君、あの番組ちょっと続くよ」と言われ、耳を疑った が、実際には人気にたちまち火が付いたばかりか、洋楽入門的な番組として定着。小林は「放送開始から1年ほど後で他局から対抗番組が出て来た時に、人気を実感した」という心境に至り、「今考えると先見性があったというか、時代の波を掴んでいたんでしょう」と述べている。ブリヂストンは番組の全盛期に、ショーン・コネリーを起用した1分間のCMを当番組向けに出稿している。
『ソリッド・ゴールド』という番組の口パクライブやダンサーが曲に合わせて踊ったりしている映像を使うように指示されたが、このビデオクリップ使用に当たり、洋楽レコード各社が一致協力して応援した。しかし音がよくなくレコードの音に差し替えた。当時はタワーレコードもHMVのような店もまだなく、スタッフが南青山の「パイド・パイパー・ハウス」や「新宿レコード」などでレコードを探し回った。
ラジオも含めて、海外の情報はまったくないような時代で、小林やスタッフは「ラジオ&レコーズ」の他、企業に頼むと早く取り寄せられることのできた「ビルボード」を読み込み情報を拡げた。「ローリング・ストーン」は当時月刊誌で「NME」も役に立たなかったという。番組で紹介していた「ラジオ&レコーズ」のチャートはアメリカで発売されて東京でオンエアするまでに2週遅れ。国内の遅れネットの地方では3〜4週遅れとなった。
1983年にマイケル・ジャクソンの「スリラー」が出たあたりから飛躍的にビデオクリップのクオリティが上がり、ほとんどの紹介楽曲をビデオクリップでオンエアできるようになった。
アルバムジャケットがドミノ倒しのように流れるオープニングのタイトルバック映像は、下谷の依頼で、当時『ソウル・トレイン』日本版などを制作していたSpirit enterpriseによって制作された。次々とレコードジャケットが倒れてくる、という映像に用いられたレコードは同社ディレクターの上津原伸介の私物だった。番組開始当初のテーマ曲（後述）も上津原の選曲で、自ら当時の輸入レコード店「cisco」にて発掘し使用を決定した。地方局ではブリヂストン提供ではなかったため、オープニングがカットされ、10秒の番組名のブルーバックに差し替えられていた。

### 第1期終了後
1989年9月に一旦終了。小林いわく、「（1987年10月から毎週土曜日の23時台に関西テレビの制作で全国に放送されていた）『ねるとん紅鯨団』の人気が高くなるにつれて、（テレビ朝日以外の）他局が当番組と同じ時間帯にさまざまな番組をぶつけてきた（編成した）結果、洋楽の紹介に特化した当番組では視聴率を取れないことがわかった。さらに、このように23時台の番組で競争が増すにつれて、23時台の番組スポンサー料の水準が上がってしまった。テレビ朝日からブリヂストンにスポンサー料の引き上げを打診したところ、『同じ内容の番組で値上げされては困る』との意見が出されたため、『企画を（値上げに見合った内容へ作り直したうえで）また（23時台に）ぶつけよう』ということで当番組の終了が決まった」。
番組終了後、当番組のスタッフは、他局の音楽番組や新規に開局したテレビ局に高待遇で迎えられた。一時、テレビ朝日の入社試験の面接でほとんどの受験者が「テレビ朝日の番組で見ていたのは『ベストヒットUSA』です」と答えたといわれる。
その後、CS放送の1チャンネル・レッツトライ（現：ヒストリーチャンネル）にて小林司会の『ベストヒットTODAY』（ベストヒットトゥデー）が開始。違うのはタイトルだけで内容はほとんど同一であり、事実上の番組復活であった。『ベストヒットTODAY』は地上波でもTOKYO MXや中部日本放送（現：CBCテレビ）、北海道テレビ、青森朝日放送などで放送されていた。
1993年、埼玉県のFMラジオ局NACK5で、『小林克也 Best Hit USA』（こばやしかつや ベストヒットUSA）のタイトルでラジオ版の放送が開始された（後述）。
2000年4月、VIBE（現：MTVジャパン）で『THE ベストヒットUSA』（ザ・ベストヒットUSA）が開始。これは同チャンネルがMTVジャパンとして新装を図った際にいったん放送終了し、地上波独立局のテレビ埼玉で30分番組として復活、CBCテレビ他一部地方局でも放送された。

### テレビ版再開まで
2002年の正月、以前放送していたテレビ朝日の単発特番としてブリヂストンスポンサーで復活する。
2003年からはBS朝日で本格的に復活、2005年からは『ベストヒットUSA 2005』にタイトルを改め、基本的に以前とフォーマットは変わらないが、最新のヒット曲だけでなく、第1期世代向けに往年の曲にもスポットを当てる構成となる。

### テレビ版再開後のトピック
- 2015年1月6日放送の「タイムマシーン・スペシャル第1弾」（ゲスト：Zeebra）と1月13日放送の「タイムマシーン・スペシャル第2弾」（ゲスト：松任谷由実）は、当番組としては初の生放送だった。（放送日はいずれもBS朝日でのもの）
- BS朝日では2014年まで、大晦日深夜から元日未明にかけての年越し特番として当番組のスペシャルが放送されてきたが、2015年以降、当番組の年越し特番は放送されていない。

## 放送時間・ネット局

### 現在
| 放送対象地域 | 放送局 | 系列   | 放送日時              |
| ------------ | ------ | ------ | --------------------- |
| 日本全域     | BS朝日 | BS放送 | 毎週木曜 23:30 - 0:00 |

### 過去（2003年の復活以降）
| 放送対象地域 | 放送局         | 系列           | 放送日時                     |
| ------------ | -------------- | -------------- | ---------------------------- |
| 関東広域圏   | テレビ朝日     | テレビ朝日系列 | 金曜 3:40 - 4:05（木曜深夜） |
| 青森県       | 青森朝日放送   | テレビ朝日系列 | 土曜 1:20 - 1:45（金曜深夜） |
| 静岡県       | 静岡朝日テレビ | テレビ朝日系列 | [ 注 5 ]                     |
| 石川県       | 北陸朝日放送   | テレビ朝日系列 | 日曜 2:00 - 2:25（土曜深夜） |
| 沖縄県       | 琉球朝日放送   | テレビ朝日系列 | 木曜 1:15 - 1:40（水曜深夜） |
| 千葉県       | チバテレビ     | 独立局         | 土曜 23:30 - 23:55           |
| 近畿広域圏   | 朝日放送       | テレビ朝日系列 | 月曜 2:55 - 3:20（日曜深夜） |
| 東京都       | TOKYO MX2      | 独立局         | 日曜 8:30 - 9:00             |

BS朝日以外のネット局は、BS朝日での放送時間短縮以前から25分短縮版を放送している。

### 過去（1981年 - 1989年）
テレビ朝日系列局を中心に上記系列局や一部未開局地域では他系列局などでの番組販売という形で放送されていた。
| 放送対象地域 | 放送局       | 系列           | 放送期間                      | 放送日時                                                                  |
| ------------ | ------------ | -------------- | ----------------------------- | ------------------------------------------------------------------------- |
| 関東広域圏   | テレビ朝日   | テレビ朝日系列 | 1981年4月4日 - 1989年10月7日  | 土曜 23:25 - 翌0:10（ - 1987年9月）→ 土曜 23:30 - 翌0:15（1987年10月 - ） |
| 新潟県       | 新潟テレビ21 | テレビ朝日系列 | 1983年10月1日 - 1989年10月7日 | 同時ネット                                                                |
| 徳島県       | 四国放送     | 日本テレビ系列 | 不明（1986年1月頃にネット）   | 日曜 0:25 - 1:10（土曜深夜）                                              |

## テレビ版再開以降の放送内容

### コーナー
- next!next!:次の次に来るであろうアーティストを取り上げる。
- HOT MENU :話題のアーティストを取り上げる。フリーエリアでスタッフ全員選曲に命を懸けていたという。レコード会社のプレゼンも激しく、オンエアされると週明けにバックオーダーがかかる状態だった[20]。
- COUNT DOWN USA :全米のラジオオンエアチャートを紹介。以前は「ラジオ&レコーズ」のランキングデータを元にしていたが、2009年6月5日で廃刊になったため、現在は「ビルボード」のポップ・チャートを使用している。
- STAR OF THE WEEK: テレビ版のみ。小林克也とアーティストのインタビューが放送される[15]。2013年頃からは小林がゲストにイントロクイズを出題することも多い。
- 大いなる伝説 The Legend：有名アーティストの半生について、イラストを背景に小林がナレーションする。本コーナーで最初に取り上げたジョン・レノンとビートルズについてのストーリーを皮切りに、以降はマイケル・ジャクソンやマドンナの半生が綴られ、現在（2013年6月11日現在）は再びビートルズのストーリーを語っている。
- TIME MACHINE :いわゆる「今日は何の日」。テレビ版はBS朝日の放送日を元にしていたが、2020年8月から内容を変更し、コーナーで流す洋楽の歌詞の日本語訳を小林がイントロダクションの朗読をした後、英語字幕付きで曲が流れる。その際、毎回異なる挿し絵を各界で活躍するクリエイターが担当している。
- REQUEST: テレビ版のみ。視聴者からのリクエストで懐かしの曲のミュージックビデオが流れる[注 8]、2020年現在実施していない。

一部の曲には、歌詞に字幕スーパーが付加される（原語または日本語訳）場合がある。
2015年以降は、「タイムマシーン・スペシャル」が1月から3月までの間に4回放送されるなど、音楽の原点への回帰志向が強まる一方で、『HOT MENU』『STAR OF THE WEEK』『大いなる伝説〜The LEGEND〜』などのコーナーが姿を消し、これまで「20〜11位」「10〜4位」「ベスト3」と3コーナーに分けて紹介されていた『COUNTDOWN USA』が20位から1位まで一気に紹介される方式に変わった。
2020年以降、"COUNT DOWN USA"、"HOT MENU"、"STAR OF THE WEEK"、"TIME MACHINE"以外のコーナーは事実上消滅している。

### ゲスト
- 2012年7月10日放送ではシェネルがゲストVJとして「COUNT DOWN USA」を全て紹介した。
- 2015年に入ってからは、スタジオにゲストを招き、洋楽に関するトークをしながら曲を紹介するというスタイルでの放送が増え、これまでにZeebra、松任谷由実、Micro（Def Tech）、南佳孝、moumoon、東儀秀樹、内田裕也等がゲストとして登場している。

## 1981年 - 1989年の放送内容

### 番組内容
- 毎年最後の放送は、放送枠が通常の45分から拡大され、年間チャート（20位 - 1位）紹介の後、「STAR OF THE WEEK」の特集が放送された。取り上げられるアーティストは2組で、いずれも小林克也による海外取材であり、インタビューの時間も長めで、ミュージックビデオもカットされることなく放送された。
- 最終回の放送は、8年間にスタジオを訪れた全アーティストを、インタビューの抜粋や写真で紹介し、またミュージックビデオのなかで、特に印象に残るビデオを紹介した。最後は、第1回の放送で1位を獲得したジョン・レノンの「ウーマン」が流れるなか、小林克也の「See You Sometime」の言葉と、スタッフから花束を贈られる姿を映しながら終了した。

### コーナー
- HOT MENU :話題のアーティストを2組取り上げ、ミュージックビデオを放送した。
- COUNT DOWN USA :「ラジオ&レコーズ」のランキングデータを基に、まず20位 - 11位までの紹介をして、そのうちチャート上昇中の曲のミュージックビデオを、一部編集するなどして放送した。その後10位から1位の紹介があり、1位の曲はミュージックビデオを放送した。
- TIME MACHINE :ある年にヒットした曲のミュージックビデオを、アーティストの説明や、同時期にヒットした曲とともに小林克也が紹介した。時折1960年 - 1970年代のアーティストを取り上げており、ドアーズの「ジ・エンド」のライブ映像を放送した時には、ライブフィルムのうち15分間を、メンバーのインタビューとともにノーカットで放送したこともある。
- STAR OF THE WEEK: 新譜を発売したり来日したアーチストを取り上げて、最新ヒット曲のミュージックビデオやインタビューを放送していた。年に数回、小林克也が現地で取材したインタビューを放送しており、またスタジオライブが放送される事も度々あった。「TIME MACHINE」と「STAR OF THE WEEK」は、どちらかのコーナーが特集のため、延長される場合には、もう一方のコーナーは休止となった。

## テーマ曲
- 当初のオープニングテーマ曲は、長年使用されてきた「ヴェイパー・トレイルズ（VT's ヴィーティーズ）」の『Don't Worry Baby』（邦題:サーフ・サイド・フリーウェイ）。元々はアメリカの707（英語版）の「Live Without Her」と決めていたが、少しハードな曲調な為、VT'sの曲に決まったという経緯がある。
  - ヴェイパー・トレイルズのイギリスでの正式デビュー名は「VT's」であった。当時、ポリスターレコードから「Autum Breez」というアルバムが発売されたがジャケットは全く変更されていた[13][15]。番組スタッフとポリスターレコードのスタッフとの話し合いにより、同社からジャケットとタイトルを変更して発売された。OP映像の倒れて来るレコードジャケットの中にはVT'sのイギリス盤オリジナルジャケットが含まれている。
- 上記『サーフ・サイド・フリーウェイ』に代わり、2013年4月から「A.L.L.Y.」の『The Walk』が使用されていたが、2015年8月28日放送分から『Don't Worry Baby』の使用が再開された。また、テーマ曲に合わせてタイトル映像も変わり、『The Walk』時代のロボット（立方体形の頭部がCDジャケットになっている）が行進する映像から、番組開始当初に使用されていた「CDジャケットがドミノ倒し風に倒れていく映像」に現代風アレンジを加えつつも忠実に再現した映像に変更されている。

## 番組公式携帯サイト、Web連動企画
- 2004年よりタイトーが、BS朝日、テレビ朝日とともに、携帯電話にて番組公式サイトを運用している。
  - 着信メロディ、着うた、アーティストのインタビューなど放送内容の一部をテキスト化して配信するサービスを行う。番組のジングル、小林の着ボイス、番組スタッフによる裏話なども配信する。サイトから番組へのリクエストも投稿可能。
  - バックナンバーから、過去の放送内容を確認することもできる。放送された内容をテキストで知ることができるのは、2009年3月現在この携帯サイトのみ。PCサイトでは同様のサービスは行われていない。
- 2007年4月より、KDDIならびに沖縄セルラー電話の各au携帯電話で当番組と連動したサイト「ベストヒットau」をスタート。先着100名に洋楽の着うたをプレゼントしている。

## その他
- テレビ朝日から通販CDが発売されている[24]。
- ANA国際線のシートテレビでは、毎月「ANA presents タイムマシーンスペシャル」として番組のコーナーを独立させた動画を配信している。

## パロディおよびアレンジの番組・企画
『ザ・ベストテン』同様、1980年代を代表する音楽番組だったため、さまざまなパロディが作られた。

### 小林克也が出演したもの
- ベストヒットUSAS (Ultra Southern All Stars)
サザンオールスターズのプロモーションビデオやライブ映像を小林が紹介するDVD。
- ベストヒット Bridgestone
2006年にブリヂストンがカー用品店向けに制作した販促用DVD。内容は小林が同社のタイヤの製品を紹介するもの。非売品。
- ベストヒットSmaSTATION!! 
『SmaSTATION!!』で不定期に放送される特集コーナー。セットは本家と違うものを使用している。
- BIRDMAN ベストヒットSMAP
1999年に放送された、小林司会、SMAPがゲストで、SMAPのヒット曲の紹介とトークをする番組。セットは本家とほぼ一緒のものを使用した。BIRDMANというコンセプトで作られた『Fly』のPVを放送。
- ベストヒット・あの日
2011年1月2日、『爆笑問題の日曜サンデー』(TBSラジオ)の特別企画として放送。リスナーから記念日を募集し、その週のヒットチャートを振り返った。オープニングで爆笑問題が初ライブを行った1988年3月25日のチャートを小林が紹介。番組内のサウンドステッカーも小林によるオリジナルバージョンのものが使用された。
- ベストヒットLEC
2012年2月に発売されたL'Arc〜en〜Cielのアルバム『BUTTERFLY』の初回完全限定版の特典DVDに付録されているもの。
- ベストヒットSAS
2019年に開催されたサザンオールスターズの全国ツアー『LIVE TOUR 2019 “キミは見てくれが悪いんだから、アホ丸出しでマイクを握ってろ!!” だと!? ふざけるな!!』で小林をテーマにした楽曲「DJ・コービーの伝説」が演奏され、前述の『USAS』と同様に小林本人がVTR出演し曲紹介を行った[注 9]。

### その他
- ベストヒットLIVE特電SP
2006年から、テレビ朝日が関東ローカルで土曜日の深夜に年5,6回ほど放送するコンサートやミュージカルのイベント紹介番組。本家のセットをそのまま使用。司会は小林ではなく、パックンマックンと矢島悠子（テレビ朝日アナウンサー）が担当している。
- ベストカップUSA
テレビ朝日で放送されている『お願い!ランキング』内のかつて存在していた1コーナー。洋楽または邦楽のアーティストの人気ナンバーをベスト5形式で紹介し、1曲紹介するごとに女性モデルが服を脱ぎ、水着姿を披露してバストの大きさが「○カップ」と紹介され、女性モデルが「お色気コメント」をしゃべる。オープニング曲は当番組と同様「Don't Worry Baby」であり、タイトルのデザインやセット（CG）も当番組を意識した形状になっている。進行役はCGキャラクターのおねがいレッドで、普段と違いしゃべり方もDJ口調になる。派生企画としてこのコーナーの男性版の「ベストマッチョUSA」もあった。
- ベストヒットUSO
NHKで2010年7月 - 9月に放送されたクイズ番組『WALKING EYES アルクメデス』内のコーナー。DJの野林辰也(Sascha)がゲストに招いたミュージシャンとトークをしていく中で、誰が嘘をついているかをあてるクイズ。オープニング映像も似せており、途中のロケットに記されている「USA」が「USO」に、その後表示される「BRIDGESTONE SOUND HIGHWAY」は「ARUKUMEDESU SOUND HIGHWAY」となっている。
- ワーストヒットU.S.O!
『小堀勝啓のわ!Wide とにかく今夜がパラダイス』（CBCラジオ）内の1コーナー。
- ベストヒットNABE
2009年12月2日に、NHKの『ためしてガッテン』で放送された、視聴者から募集した鍋料理のレシピの順位を紹介するコーナー。司会の立川志の輔を模した人形が「こばやしの輔」として登場した。
- ベストヒットハピプラUSA
ラジオ大阪平日午前の生ワイド番組『ハッピー・プラス』通称『ハピプラ』で、慶元まさ美がパーソナリティを務める木曜日午前9時台のコーナーとして、2021年7月1日から2022年3月31日まで放送。慶元がオープニングで小林ばりの英語を披露しているほか、週替わりで設定するテーマに沿って、新旧を問わず数曲の洋楽を紹介している。慶元はラジオパーソナリティとしての活動を始める前の大学生時代にアメリカへの留学を経験していて、AM・ワイドFM局であるラジオ大阪でこのコーナーを始めることに際して、当番組へのリスペクトを込めていることを明言している。

## ラジオ版
『小林克也 Best Hit USA』（こばやしかつや ベストヒットUSA）は、NACK5のラジオ音楽番組。元々は同じく小林がDJを担当する番組『ファンキーフライデー』の1コーナーであったが、のちに独立のレギュラー番組となった。
"COUNT DOWN USA"と"TIME MACHINE"のみで上記テレビ版とコーナー構成が異なる。
NACK5では2020年3月25日まで木曜 0:00 - 1:00（水曜未明）に放送されていたが、4月4日から土曜12:00 - 12:55へ移動となった。

### ネット局
- 放送時間の早い順から記載。

| 放送対象地域 | 放送局名                           | 系列     | 放送時間               | 放送期間                     | 備考   |
| ------------ | ---------------------------------- | -------- | ---------------------- | ---------------------------- | ------ |
| 埼玉県       | エフエムナックファイブ（FM NACK5） | 独立局   | 毎週土曜 12:00 - 12:55 | 1993年 -                     | 製作局 |
| 石川県       | 北陸放送（MRO）                    | JRN・NRN | 毎週土曜 19:00 - 19:55 | 2023年4月1日 - 2025年3月29日 |        |
| 北海道       | STVラジオ                          | NRN      | 毎週日曜 20:00 - 20:55 | 2023年10月8日 -              |        |